# أندرياس فريتش
أندرياس فريتش (بالألمانية: Andreas Fritsch) (و. 1941  م) هو مدرس، وعالم لغوي كلاسيكي، وأستاذ جامعي ألماني.

## جوائز
حصل على جوائز منها:
- نيشان استحقاق صليب الضباط لجمهورية ألمانيا الاتحادية (2013)
- نيشان استحقاق صليب الضباط لجمهورية ألمانيا الاتحادية